# Philip Wenman (7e vicomte Wenman)
Philip Wenman, 7e vicomte Wenman (18 avril 1742 - 26 mars 1800), est un propriétaire britannique et un homme politique qui siège à la Chambre des communes de 1768 à 1796.

## Biographie

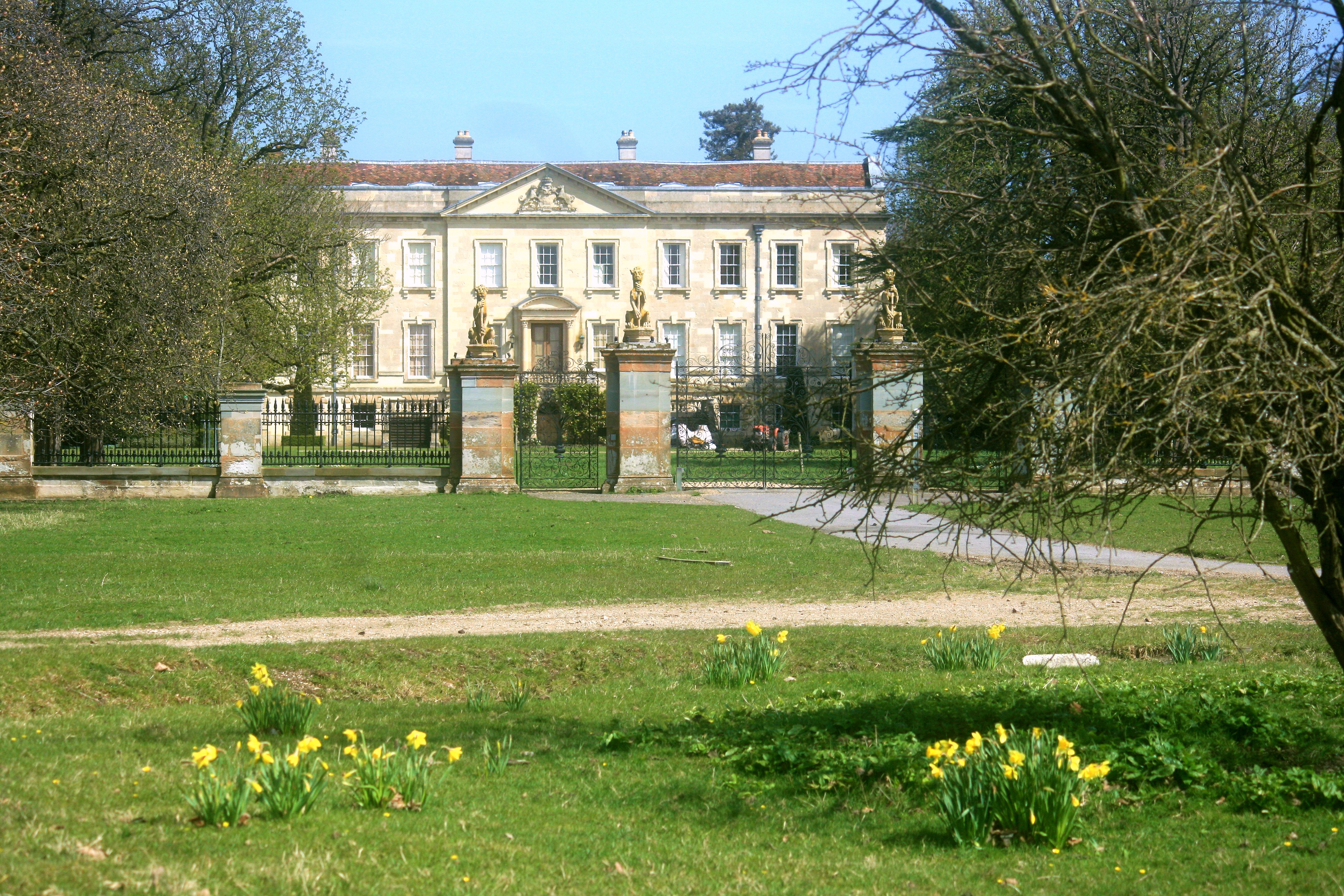
Thame Park, Oxfordshire

Il est le fils de Philip Wenman (6e vicomte Wenman), et de Sophia, fille aînée et cohéritière de James Herbert, de Tythorpe, Oxfordshire. Thomas Wenman est son frère cadet. En 1760, à l'âge de 18 ans, il devient vicomte et hérite de Thame Park à la mort prématurée de son père.
La vicomté est une Pairie d'Irlande et ne lui permet pas de siéger à la Chambre des lords anglaise. En 1768, il est élu à la Chambre des communes britannique comme député de l'Oxfordshire, un siège qu'il occupe pendant les 28 années suivantes.
Lord Wenman épouse Eleanor, cinquième fille de Willoughby Bertie (3e comte d'Abingdon), en 1766. Il est décédé en mars 1800, à l'âge de 57 ans, et la vicomté disparaît. Thame Park passe à sa nièce Sophia Elizabeth Wykeham, âgée de 10 ans, qui est ensuite créée la première (et dernière) baronne Wenman, qui y a élu domicile.